# Mijake Szena
Mijake Szena (japánul: 三宅 星南, Sena Miyake, Jakage, 2002. március 26. –) japán műkorcsolyázó.

## Pályafutása
A 2015–2016-os szezonban mutatkozott be a Nemzetközi Korcsolyázó Szövetség juniorok számára kiírt Grand Prix-sorozatában. A japán korosztályos bajnokságban kilencedik helyen végzett. A 2016–17-es japán juniorbajnokságban hatodik, a felnőttek mezőnyében kilencedik lett.
2017-ben aranyérmet nyert az ázsiai műkorcsolya-bajnokságon, és ezüstérmes lett a 2017–18-as japán juniorbajnokságon. Részt vett a 2018-as junior műkorcsolya-világbajnokságon.

## Magánélete
Mijake 2002. március 26-án született Jakage városában. Példaképe Takahasi Dajszuke, olimpiai bronzérmes műkorcsolyázó. Nevét a háromszoros Formula–1-es világbajnokról, Ayrton Sennáról kapta.

## Programja
| Szezon    | Rövidprogram                                             | Szabadstílus                                                          |
| --------- | -------------------------------------------------------- | --------------------------------------------------------------------- |
| 2017–2018 | - Karaván The Ventures koreográfus Szató Miszao          | - A nyomorultak Claude-Michel Schoenberg koreográfus Mijamoto Kendzsi |
| 2016–2017 | - Karaván The Ventures koreográfus Szató Miszao          | - A Názáreti gyermek Maxime Rodriguez koreográfus Mijamoto Kendzsi    |
| 2015–2016 | - Haláltánc by Liszt Ferenc koreográfus Mijamoto Kendzsi | - A Názáreti gyermek Maxime Rodriguez koreográfus Mijamoto Kendzsi    |
| 2014–2015 | - Haláltánc Liszt Ferenc Mijamoto Kendzsi                | - A Karib-tenger kalózai Hans Zimmer koreográfus Mijamoto Kendzsi     |